# Segunda epístola de Juan
La Segunda epístola de Juan es un libro del Nuevo Testamento. Es el libro más corto de toda la Biblia pues consta únicamente de trece versículos.
Las dos epístolas menores de Juan, breves en extensión, siguen la estructura típica de las cartas del mundo grecorromano, comenzando con un protocolo (nombre del remitente, destinatarios y saludo) y terminando con una despedida. En ambas, el autor se presenta como "el Presbítero". La segunda epístola está dirigida a "la Señora Elegida y a sus hijos", expresión figurada que probablemente designa a una iglesia local de Asia Menor, mientras que la tercera está dirigida a Gayo, un cristiano que quizás representaba a un grupo de fieles.
A pesar de su brevedad, estas cartas gozaron de amplia difusión desde el principio, lo que demuestra la autoridad de su autor. Además, numerosos testimonios antiguos las atribuyen al apóstol Juan. Entre ellos destacan Policarpo, quien parece citar 2 Juan 7 en su Carta a los Filipenses; San Ireneo, que menciona y atribuye 2 Jn 7 y 11 a Juan; y Tertuliano, quien alude al mismo texto. Clemente de Alejandría también parece reconocerlas al referirse a 1 Juan como la "epístola mayor", sugiriendo que conocía otras cartas menores.
A lo largo de los siglos III al V, diversos Padres de la Iglesia, como Dionisio de Alejandría, San Atanasio y San Agustín, citan estas epístolas, consolidando su aceptación como obras de San Juan. Sin embargo, en los primeros siglos también hubo algunas dudas sobre su autenticidad. Orígenes y Eusebio las incluyeron entre los escritos "discutidos" del Nuevo Testamento, aunque ambos las aceptaban como canónicas. San Jerónimo también reconoció su autenticidad, aunque señaló la existencia de dudas en su tiempo, posiblemente originadas por un texto de Papías de Hierápolis que menciona a un Juan "el presbítero", distinto del apóstol.
De los trece versículos que componen esta epístola, siete están contenidos en la primera de Juan. La persona a la que se dirige la carta es encomiada por su piedad y es prevenida contra los falsos maestros.
El lenguaje de esta epístola es excepcionalmente similar al de la tercera de Juan. Por lo tanto, el consenso entre los eruditos es que la misma persona escribió ambas cartas. No obstante, se duda que sea también el mismo Juan que escribió el evangelio de Juan, la primera de Juan o el libro de Apocalipsis.
También es significativa la clara advertencia de no hacer caso a los que dicen que Jesús no era una figura de carne y hueso: «Porque muchos engañadores han entrado en el mundo, que no confiesan que Jesucristo ha venido en carne». Esto establece que, desde el momento en que la epístola fue escrita por primera vez, había quienes tenían Cristologías docetistas , creyendo que la persona humana de Jesús era en realidad puro espíritu o no había venido en absoluto.
Otra posibilidad es que el reconocimiento y rechazo de la teología gnóstica por parte de la carta revele una fecha de autoría posterior a la que afirma el cristianismo ortodoxo. Esto no puede asegurarse con un simple estudio del contexto. Los inicios del gnosticismo y su relación con el cristianismo están mal datados, debido a un corpus insuficiente de literatura que relate las primeras interacciones entre ambas religiones. Condena con vehemencia tales actitudes anticorpóreas, lo que también indica que quienes adoptaban tales posturas heterodoxas eran lo suficientemente elocuentes, persuasivos o numerosos como para justificar una refutación en esta forma. Los partidarios del gnosticismo fueron más numerosos durante los siglos II y III.

## Interpretación de «La Señora»
El texto se dirige a «la señora elegida y sus hijos» (algunas interpretaciones traducen esta frase como «señora mayor y sus hijos»), y termina con las palabras: «Los hijos de tu hermana elegida te saludan». La persona a la que se dirige es elogiada por su piedad y advertida contra los falsos maestros.
La dama ha sido vista a menudo como una metáfora de la iglesia, siendo la iglesia el cuerpo de creyentes como un todo y como congregaciones locales.  Los niños serían miembros de esa congregación local. El escritor también incluye un saludo de otra iglesia en el versículo final: «Los hijos de tu hermana elegida te saludan». El término los elegidos era un término bastante común para aquellos que creen en el evangelio y siguen a Cristo. El erudito Amos Wilder apoya este punto de vista, diciendo que el contenido de la epístola en sí muestra que fue dirigida a la iglesia en su conjunto y no a una sola persona. 
Otra interpretación sostiene que la carta se dirige a un individuo concreto. Atanasio propuso que Kyria, la palabra griega utilizada aquí que significa señora, era en realidad un nombre. La «Traducción Literal de Young» de la Biblia lo traduce así. También es posible que se refiera a una persona pero que simplemente no utilice su nombre.  Una teoría es que la carta se refiere a María, madre de Jesús; Jesús había confiado a su «discípulo amado» la vida de María cuando Jesús estaba en la cruz (Juan 19:26-27). Los niños se referirían así a los hermanos de Jesús: Jamás, José, Simón y Judío, y la hermana de la hermana de María mencionada en 19:25. María tampoco se menciona nunca por su nombre en el evangelio de Juan. Tal interpretación supondría una fecha de composición mucho más temprana de lo que han sugerido los eruditos modernos.

## Datos esenciales
- Propósito: poner de relieve los elementos fundamentales para seguir a Cristo -la verdad y el amor- y advertir de los falsos maestros.
- Autor: el apóstol Juan.
- Destinatario: a la "señora elegida" y a sus hijos, o posiblemente a la iglesia local, y a todos los creyentes en todas las partes. A la vez, cada observar que, para el catolicismo, la Santa Madre Iglesia Católica es considerada la "señora elegida por Dios".
- Fecha: la misma época que 1 Juan, alrededor del 90 d. C. desde la ciudad de Éfeso.
- Marco histórico: es evidente que esta mujer y su familia formaban parte de una de las iglesias que Juan supervisaba, y habían establecido una sólida amistad. Juan les advertía de los falsos maestros, los que predominaban en algunas de las iglesias.
- Versículo clave: “Y este es el Amor, que andemos según sus mandamientos. Este es el mandamiento: que andéis en Amor, como vosotros habéis oído desde el principio” (1:6).
- Personas claves: Juan, la mujer elegida y sus hijos.

## Contenido
- Saludo. Versículos 1-3
- El mandamiento de la caridad. Versículos 4-6
- Cautela con los herejes. Versículos 7-11
- Conclusión y saludos. Versículos 12-13

### Saludo. Versículos 1-3
1-El Presbítero, a la Señora Elegida y a sus hijos, a quienes amo en verdad —y no yo solo, sino todos los que tienen conocimiento de la verdad—, 
2-en razón de la verdad que habita en nosotros y que con nosotros estará para siempre. 
3-La gracia, la misericordia y la paz de parte de Dios Padre y de Jesucristo, el Hijo del Padre, estén con nosotros en verdad y amor.

#### Comentarios a los versículos 1-3
La carta sigue el esquema típico de las epístolas de la época, con un saludo inicial, un cuerpo principal y una despedida. En su contenido, ofrece recomendaciones a una comunidad cristiana, abordando temas ya tratados con mayor profundidad en la primera carta de Juan, como el amor fraterno, la obediencia a los mandamientos (vv. 4-6) y la precaución frente a los falsos maestros (vv. 7-11).
El autor se identifica como "el Presbítero" (v. 1), término que significa literalmente "el Anciano". En el Nuevo Testamento y en los primeros años del cristianismo, "presbítero" y "epíscopo" se usaban indistintamente para referirse a los líderes de las comunidades locales, designados por los Apóstoles. El artículo definido ("el Presbítero") indica que el autor era una figura conocida y con autoridad sobre los destinatarios, probablemente el apóstol San Juan.
La destinataria, "la Señora Elegida", parece ser una metáfora que representa a una iglesia local, posiblemente ubicada en Asia Menor. A lo largo de la carta, el término "verdad" aparece varias veces, refiriéndose tanto a la revelación divina culminada en Jesucristo como al conjunto de verdades que los creyentes deben aceptar. Además, esta verdad es un principio interior que guía la vida cristiana, de modo que "amar en verdad" significa amar en Cristo. En el v. 5 San Juan atestigua, según San Beda, 

...que la gracia, la misericordia y la paz que se dan a los fieles, también provienen de Cristo, como de Dios Padre; y para demostrar que es igual y coeterno al Padre dice que los dones del Hijo son los mismos que los del Padre.

### El mandamiento de la caridad. Versículos 4-6
4-Me alegré mucho al haber encontrado entre tus hijos a quienes caminan en la verdad, conforme al mandamiento que recibimos del Padre. 
5-Y ahora te ruego, Señora, no como escribiéndote un mandamiento nuevo, sino el que tenemos desde el principio: que nos amemos unos a otros. 
6-Y en esto consiste el amor: en que caminemos conforme a sus mandamientos. Éste es el mandamiento, tal y como habéis oído desde el principio: que caminéis en el amor.

#### Comentarios a los versículos 4-6
Los mandamientos se resumen en el amor a Dios y al prójimo. 

Oye de una vez un breve precepto: ama y haz lo que quieras. Si callas, calla por amor; si clamas, clama por amor; si corriges, corrige por amor; si perdonas, perdona por amor.

La tradición es tan firme en este punto que quien enseñe doctrinas diversas es falsario y seductor. Los falsos maestros causan un doble perjuicio: además de corromper la fe, destrozan la unidad y el amor mutuo.

### Cautela con los herejes. Versículos 7-11
7Porque han aparecido en el mundo muchos seductores, que no confiesan a Jesucristo venido en carne. Ése es el seductor y el Anticristo. 
8-Mirad por vosotros, para que no perdáis el fruto de vuestro trabajo, sino que recibáis la recompensa plena. 
9-Todo el que se sale de la doctrina de Cristo, y no permanece en ella, no posee a Dios; quien permanece en la doctrina, ése posee al Padre y al Hijo. 
10-Si alguno viene a vosotros y no transmite esta doctrina no lo recibáis en casa ni le saludéis; 
11-pues quien le saluda se hace cómplice de sus malas obras.

#### Comentarios a los versículos 7-11
Estos versículos ofrecen un resumen de lo que se desarrolla en 1 Juan. El autor sagrado establece un criterio claro para identificar a los herejes: no confiesan la divinidad de Jesucristo encarnado. Afirma que quien se desvía de la doctrina verdadera se separa tanto del Padre como del Hijo. En el contexto oriental, la hospitalidad y los saludos no eran simples expresiones de cortesía, sino que implicaban un vínculo más profundo de solidaridad y afinidad. Por ello, se advierte que ofrecer hospitalidad o saludar a estas personas (vv. 10-11) podría ser interpretado como una complicidad en sus malas acciones, generando un posible escándalo entre los fieles. La Iglesia, en su deber de proteger la fe y promover el arrepentimiento de quienes yerran, puede recurrir a medidas disciplinarias en casos excepcionales, tras haber comprobado...

...que la corrección fraterna, la reprensión u otros medios de la solicitud pastoral no bastan para reparar el escándalo, restablecer la justicia y conseguir la enmienda del reo.

### Conclusión y saludos. Versículos 12-13
El saludo del versículo 13 señala a los fieles de la iglesia desde donde escribe, con toda probabilidad la de Éfeso.